# Kateřina Holubcová
Kateřina Losmanová-Holubcová, née le 28 juin 1976 à Usti nad Labem, est une biathlète tchèque active de 1994 à 2006 au niveau international. En 2003, elle remporte le titre mondial de l'individuel, signant son seul succès personnel en carrière.

## Biographie
Active dans le biathlon depuis ses 13 ans, elle fait ses débuts internationaux en 1994. En 1997, elle monte sur son premier podium en faisant partie d'un relais vainqueur à Kontiolahti. Individuellement, la majorité de ses succès ont lieu lors de la saison 2002-2003, où elle finit sur le podium à Oberhof et Östersund. En conclusion de l'hiver, elle remporte la médaille de bronze sur le sprint des Championnats du monde à Khanty-Mansiïsk, puis le titre sur l'individuel juste devant Olena Zubrilova (avec un 20/20 au tir), sa seule victoire. Elle est ainsi la première championne du monde tchèque en épreuve individuelle, précédant Gabriela Soukalová. Elle se classe alors huitième de la Coupe du monde.
En 2006, après sa troisième participation aux Jeux olympiques, elle prend sa retraite sportive.
Elle se marie en 2002 avec le biathlète Tomáš Holubec.

## Palmarès

### Jeux olympiques
| Jeux olympiques     | Épreuves   | Épreuves | Épreuves                         | Épreuves                         | Épreuves | Épreuves |
| Jeux olympiques     | Individuel | Sprint   | Poursuite                        | Mass start                       | Relais   |          |
| ------------------- | ---------- | -------- | -------------------------------- | -------------------------------- | -------- | -------- |
| Nagano 1998         | 44e        | 57e      | Épreuve inexistante à cette date | Épreuve inexistante à cette date | 6e       |          |
| Salt Lake City 2002 | 19e        | 39e      | 22e                              | Épreuve inexistante à cette date | 8e       |          |
| Turin 2006          | 45e        | 39e      | 24e                              | -                                | 13e      |          |

Légende :
- : épreuve non au programme
- — : épreuve non disputée par Holubcova

### Championnats du monde
| Mondiaux \ Épreuve        | individuel           | Sprint                    | Poursuite                        | Départ en masse                  | Relais            | Course par équipes               | Relais mixte                     |
| 1996 Ruhpolding           | 24e                  | -                         | Épreuve inexistante à cette date | Épreuve inexistante à cette date | 7e                | 7e                               | Épreuve inexistante à cette date |
| 1997 Osrblie              | 31e                  | 28e                       | 27e                              | Épreuve inexistante à cette date | 12e               | 9e                               | Épreuve inexistante à cette date |
| 1999 Kontiolahti Oslo     | 37e                  | 27e                       | 25e                              | -                                | 11e               | Épreuve inexistante à cette date | Épreuve inexistante à cette date |
| 2000 Oslo                 | 18e                  | 19e                       | 31e                              | -                                | 10e               | Épreuve inexistante à cette date | Épreuve inexistante à cette date |
| 2001 Pokljuka             | 33e                  | 49e                       | 29e                              | -                                | 14e               | Épreuve inexistante à cette date | Épreuve inexistante à cette date |
| 2002 Oslo                 | JO Salt Lake City    | JO Salt Lake City         | JO Salt Lake City                | 17e                              | JO Salt Lake City | Épreuve inexistante à cette date | Épreuve inexistante à cette date |
| 2003 Khanty-Mansiïsk      | Médaille d'or, monde | Médaille de bronze, monde | 8e                               | 5e                               | Abandon           | Épreuve inexistante à cette date | Épreuve inexistante à cette date |
| 2004 Oberhof              | 52e                  | 12e                       | 49e                              | 11e                              | 9e                | Épreuve inexistante à cette date | Épreuve inexistante à cette date |
| 2005 Hochfilzen Khanty-M. | 37e                  | 18e                       | 23e                              | -                                | 10e               | Épreuve inexistante à cette date | 4e                               |

Légende :

 : première place, médaille d'or

 : deuxième place, médaille d'argent

 : troisième place, médaille de bronze

 : épreuve inexistante ou absente du programme

— : pas de participation à cette épreuve

### Coupe du monde
- Meilleur classement général : 8e en 2003.
- 5 podiums individuels : 1 victoire, 1 deuxième place et 3 troisièmes places[2].
- 1 victoire en relais.

Victoire :
| Saison / Épreuve | Sprint | Poursuite | Individuel                     | Mass start | Total |
| 2002-2003        |        |           | Khanty-Mansiïsk (Ch. du monde) |            | 1     |
| Total            | 0      | 0         | 1                              | 0          | 1     |

### Championnats d'Europe
- Médaille d'argent du relais en 2000 et 2003.

### Championnats du monde de biathlon d'été
- Médaille de bronze du relais en 2003.